# John Norum

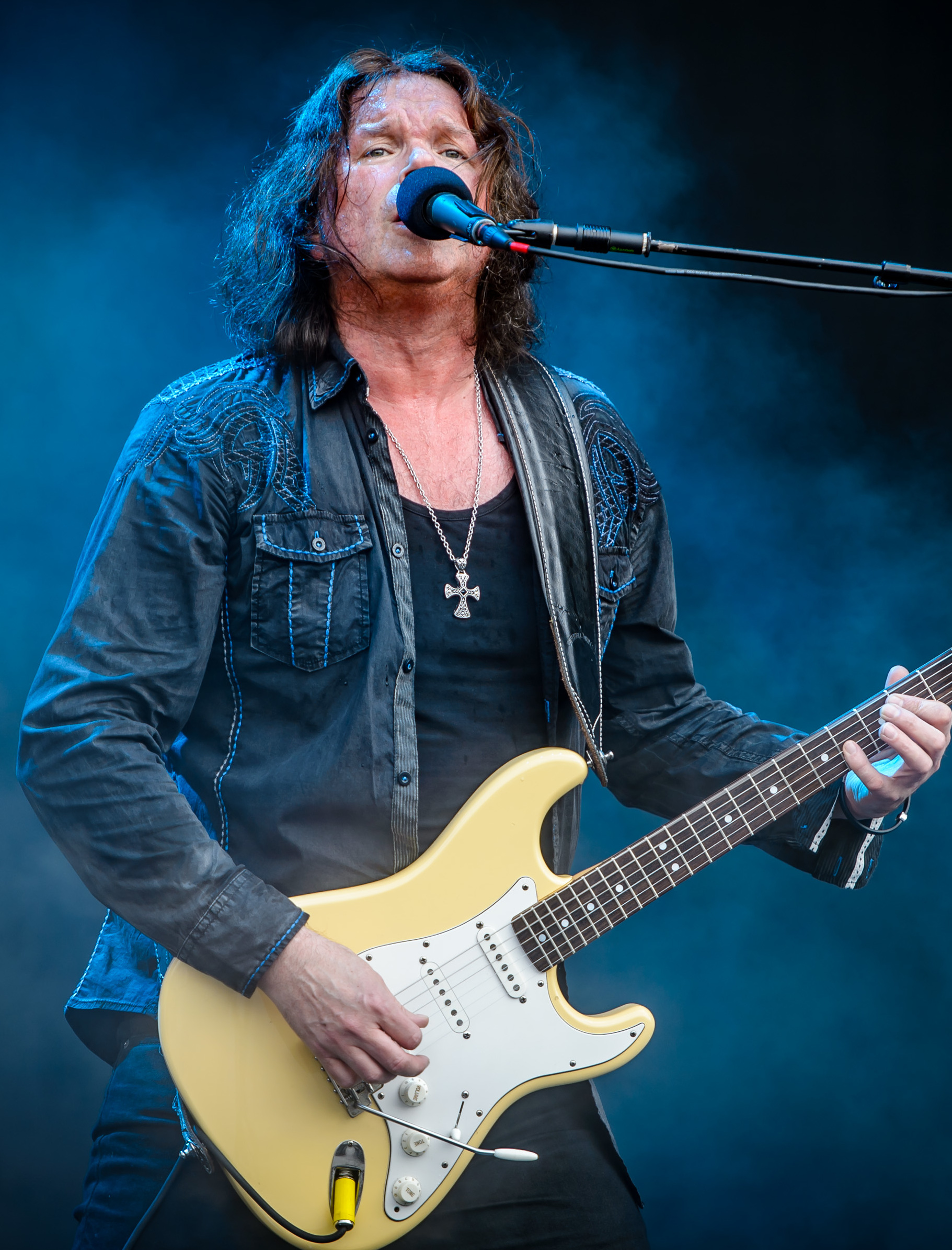
John Norum tijdens een optreden van Europe in 2017

John Terry Norum (Vardø, 23 februari 1964) is een Noors-Zweedse Rock gitarist en mede oprichter van de Zweedse band Europe. Naast zijn rol bij Europe, heeft hij ook een carrière als soloartiest.

## Levensloop
Als baby verhuisde Norum met zijn ouders naar Upplands Väsby (een voorstad van Stockholm) in Zweden, waar hij opgroeide en het grootste deel van zijn leven heeft doorgebracht.
Tijdens zijn muziekcarrière heeft Norum gespeeld met Eddie Meduza & the Roaring Cadillacs, Dokken, Don Dokken's soloband, maar ook samengewerkt met andere bekende artiesten op zijn soloalbums, waaronder Glenn Hughes, Kelly Keeling, Peter Baltes, Simon Wright en Göran Edman. Zijn invloeden zijn o.a. Gary Moore, Michael Schenker, Frank Marino, John Sykes en Ritchie Blackmore.
In 1978 vormde John Norum samen met zanger Joey Tempest Force, wat de eerste naam van Europe was. Europe nam deel aan en won de "Rock Sm", Zweeds kampioenschap van de rock, uitgezonden op televisie in 1982, waarbij Norum werd verkozen tot beste gitarist en Joey tot beste zanger. De prijs van het kampioenschap was de opname van een studio-album door een klein Zweeds label.
Het album Europe werd uitgebracht in februari 1983, en werd een hit in het thuisland van de band en in Japan. In februari 1984 verscheen Wings of Tomorrow, het volgende album van de band, en de band begon erg populair te worden in de Zweedse scene, toerde door het hele land, en kreeg ook erkenning in Japan. De band tekende bij Epic Records in 1985 en nam het album The Final Countdown op aan het eind van dat jaar. In mei 1986 werd The Final Countdown uitgebracht, en bereikte snel succes in verschillende Europese landen, Japan, en de Verenigde Staten. Een reeks meningsverschillen tussen Norum en de manager van de band, Thomas Erdtman, begonnen zich al voor het begin van de tour voor te doen, wat de gitarist deed besluiten de band in oktober 1986 te verlaten.
Na Europe te hebben verlaten tekende Norum een solocontract voor drie studioalbums bij het label van Europe. Zijn solodebuut, Total Control, kwam uit in oktober 1987. Norum zong op bijna alle nummers, terwijl Göran Edman zong op de andere drie. Het album was succesvol in Zweden, het bereikte nummer 4 in de Zweedse hitlijsten en kreeg platina status (de single "Let Me Love You" ging ook naar nummer 4 in de Zweedse hitlijsten; de ballad "Back on the Streets" naar nummer 34 Billboard US Rock). Norum won alle muziekprijzen van het jaar in het land in 1988. De band toerde door Zweden. Hun laatste show vond eind 1988 plaats in het Hammersmith Odeon in Londen, Engeland.
Norum tijdens optreden in 2009
Norum's talent, duidelijk op albums met Europe en zijn eerste solo-album, wekte de interesse van zanger Don Dokken van de Amerikaanse band Dokken, die in 1988 uit elkaar ging. Norum werd gevraagd om bij te dragen aan het album Up from the Ashes, dat uitkwam als Don Dokken's eerste soloalbum in 1990, en ze gingen op tournee in 1991. In 1990 bracht Norum een mini-ep live uit, opgenomen in 1988, Live in Stockholm.
In 1992 werd het album Face the Truth uitgebracht. Het album was een project met voormalig Deep Purple frontman Glenn Hughes, waarbij Hughes vrijwel alle nummers zong. Joey Tempest was ook te gast op het album.
In 1995 verscheen het album Another Destination, zijn laatste release voor Epic Records. Hij toerde achter het album in Zweden met de nieuwe zanger Kelly Keeling, die ook op het album had gezongen. In december 1996 verscheen nog een album, Worlds Away (opnieuw met Keeling als zangeres), via een nieuwe platenmaatschappij, Mascot Records. Het jaar daarop werd een show in Japan opgenomen (met de nieuwe zanger, Leif Sundin), die werd uitgebracht als het Face It Live album. Eind 1997 gaf John Norum 15 shows als deel van Dokken in de Verenigde Staten, als vervanger van George Lynch die de band opnieuw verlaten had.
In 1999 bracht Norum zijn laatste solo-album uit voor zijn terugkeer naar Europa, Slipped into Tomorrow, met hem op zang. Hij ging op tournee in Scandinavië, met Thin Lizzy gitarist Brian Robertson die nummers van die band speelde.
Bij de millenniumwisseling nam Norum deel aan het inaugurele concert van Europa voor de Zweedse TV, waarbij hij na 14 jaar afwezigheid weer met de band speelde. Hij voegde zich datzelfde jaar opnieuw bij de band, ditmaal in het Hard Rock Cafe in Stockholm, om "Rock the Night" te spelen.
In 2001 trad Norum toe tot Dokken als officieel lid. Ze toerden door de Verenigde Staten in 2001 en brachten in 2002 het Long Way Home album uit. Tijdens een tournee door Europa, niet tevreden met het temperament van Don Dokken, besloot hij de band te verlaten. In 2003 kondigde Europe de officiële heroprichting van de klassieke vijfmansbezetting aan, waarbij Norum officieel terugkeerde in de band, na 17 jaar geen lid te zijn geweest. Hij weigerde een aanbod van UFO voordat hij zich weer bij Europe aansloot (Norum had in 1996 al een aanbod van UFO afgewezen, plus Michael Schenker die was vertrokken, keerde terug naar de band toen hij hoorde van het aanbod dat Norum was gedaan).
Sinds 2004 heeft Europe nog zes studioalbums uitgebracht, terwijl Norum nog een zesde en zevende soloalbum heeft uitgebracht, Optimus in 2005, en Play Yard Blues in 2010, zingend op beide albums. Een nieuw soloalbum was gepland voor 2021, muzikaal meer gericht op Europe's bluesy stijl van rock, maar tot nu toe is er nog geen officiële releasedatum voor het album gegeven.

## Persoonlijk
Norum begon en ontwikkelde zijn muzikale carrière in Zweden, maar heeft ook enkele jaren in de Verenigde Staten gewoond, waar hij in 1995 Michelle Meldrum ontmoette en trouwde, oprichtster en lead-gitariste van de all-female hardrockband Phantom Blue en de Zweedse metalband Meldrum. Het echtpaar kreeg één zoon, Jake Thomas, geboren op 22 september 2004. Op 21 mei 2008 overleed Michelle aan de gevolgen van een gezwel in haar hersenen. Een andere zoon, Jim Henry, werd geboren op 16 april 2012, voor hem en zijn Zweedse verloofde Camilla Wåhlander. Het stel kreeg ook een dochter, Celine Margareta, geboren op 28 juli 2014.
Norum is de oudere broer van zangeres Tone Norum. en zijn stiefvader is Thomas Witt, een voormalig platenproducer, Columbia executive en drummer voor Eddie Meduza.

## Discografie
Solo
- Total Control (1987)
- Face the Truth (1992)
- Another Destination (1995)
- Worlds Away (1996)
- Slipped into Tomorrow (1999)
- Optimus (2005)
- Playyard Blues (2009)

Met Europe
- Europe (1983)
- Wings of Tomorrow (1984)
- The Final Countdown (1986)
- Start from the Dark (2004)
- Secret Society (2006)
- Last Look at Eden (2009)
- Bag of Bones (2012)
- War of Kings (2015)